# Panhe Zhen
Panhe Zhen (kinesiska: 盘河, 盘河镇) är en köping i Kina. Den ligger i provinsen Yunnan, i den sydvästra delen av landet, omkring 300 kilometer nordost om provinshuvudstaden Kunming.
Genomsnittlig årsnederbörd är 1 008 millimeter. Den regnigaste månaden är juli, med i genomsnitt 228 mm nederbörd, och den torraste är december, med 7 mm nederbörd.